# Flavopimpla fistulae
Flavopimpla fistulae là một loài tò vò trong họ Ichneumonidae.